# Мирко Буковец
Мирко Буковец (Неделишће, код Чаковца, 5. новембар 1906 — Стара Градишка, март 1942), радник и револуционар, члан Бироа ЦК КП Хрватске.

## Биографија
Рођен је 5. новембра 1906. године у селу Неделишћу, код Чаковца. У новембру 1924. године запослио се у Фабрици уља у Загребу, а 1926. се учланио у Независне синдикате, а готово у исто време постао и члан Савеза комунистичке омладине Југославије. Године 1927. примљен је и у чланство Комунистичке партије Југославије. Радио је у Техници Покрајинског комитета КПЈ за Хрватску.
Због комунистичке делатности, после завођења Шестојанураске диктатуре, 1929. године, ухапшен је и изведен пред Суд за заштиту државе, који га је осудио на десет година затвора. Казну је издржавао у затвору у Сремској Митровици. После изласка из затвора 1939. године а након тога протеран је у свој родни крај.
У Загребу се, марта 1939, поново запослио у Фабрици уља, у којој радио до јануара 1940. године. Убрзо након доласка у Загреб постао је члан Централног комитета Комунистичке партије Хрватске, а у марту 1940. године и члан бироа ЦК КПХ. 
После окупације Краљевине Југославије и успостављања усташке Независне Државе Хрватске, ухапшен је међу првим комунистима. Прошао је усташка мучилишта у концентрационим логорима Госпић, Јастребарско, Копривница и Даница. При покушају бега ухваћен је и пребачен у логор Стара Градишка, у којем је мучен и убијен изгладњивањем марта 1942. године.
Од фебруара 1942. је био заточен у ћелији са Маријаном Крајачићем и Стјепаном Бенцековићем, који су такође током марта умoрeни глађy.